# Esteban Guerrieri
Esteban Guerrieri est un pilote automobile argentin né le 19 janvier 1985 à Buenos Aires.

## Carrière
- 2000 : Championnat d’Argentine de Formule Renault, champion (2 victoires)
- 2001 : Eurocup Formule Renault, 10e
- 2002 : Championnat d'Allemagne de Formule Renault, 3e (4 victoires)
- 2003 : Eurocup Formule Renault, champion (3 victoires)
  - Championnat d'Italie de Formule Renault, 2e (4 victoires)
- 2004 : Formule 3000, 7e
- 2005 : Formule 3 Euro Series, 16e
- 2006 : Formule 3 Euro Series, 4e (2 victoires)
- 2007 : Championnat de Grande-Bretagne de Formule 3, 13e
- 2008 : Championnat de Grande-Bretagne de Formule 3, 12e
  - World Series by Renault, 8e (1 victoire)
- 2009 : Superleague Formula (2 victoires)
  - 2 courses en World Series by Renault
- 2010 : World Series by Renault, 3e (6 victoires)